# Krisztofer Horváth
Horváth Krisztofer György (ur. 8 stycznia 2002 w Hévíz) – węgierski piłkarz grający na pozycji pomocnika w węgierskim klubie Kecskeméti TE, do którego jest wypożyczony z włoskiego Torino FC, reprezentant Węgier. Uczestnik Mistrzostw Europy 2024.